# 里弗賽德 (紐約州斯托本縣)
里弗賽德（英語：Riverside）是位於美國紐約州斯托本縣的村。

## 人口
根據2020年美國人口普查的數據，里弗賽德的面積為0.80平方千米，當中陸地面積為0.78平方千米，而水域面積為0.01平方千米。當地共有人口423人，而人口密度為每平方千米529人。